# シクロ・イマージュ
シクロ・イマージュはかつて存在していた制作プロダクション。
日本における山岳・自然映像のパイオニア「東京福原フィルムス」（2001年倒産）の自転車競技撮影部門を受け継ぐ形で生まれ、自転車の映像を専門的に撮り続けていた。
国内の主要なロードレース、トラック競技大会、競輪場などではほとんど必ずといっていいほど同社のロケ車両を見かける。東京福原フィルムス時代を中心にかつてはツール・ド・フランスやパリ〜ルーベ、ジロ・デ・イタリアなども手がけ、国内外の自転車競技報道の世界に大きな存在感を示していたが、その後、日本におけるサイクルスポーツ人気の興隆とその流れに掉さす自転車雑誌の創刊ラッシュ、競技映像のセルDVD化、そしてJ SPORTSの登場などで、その地位はすでに相対化されている。
2016年4月27日付で東京地方裁判所より破産手続の開始決定を受け倒産。そして同年11月11日に法人格が消滅した。

## テレビ番組の製作
JKA（KEIRIN、旧日本自転車振興会）提供の自転車番組は大概この会社が制作してきた。古くは『サイクルにっぽん』（1975-1989）、『独占!!サイクルスポーツ』（1989-1995）などがある。2006年3月に『ミラクルC』が終了し、三十年以上続いたテレビ東京への自転車番組供給はその幕を下ろしたが、2006年10月からはTBS系BSデジタル・BS-i（現BS-TBS）で『銀輪の風〜世界の、シクロ・リポート〜』を制作している。なお、NHK・BS1の『自転車トラックワールドカップ』と『自転車トラック世界選手権』、『ツアー・オブ・ジャパン2006』なども同社の制作である。
自転車動画の情報サイト『シクロチャンネル』を2009年に立ち上げ運営していたが、2013年4月に、同社から独立したメンバーで構成される株式会社コノミチに事業譲渡した。